# يورونكست باريس
يورونكست باريس (بورصة باريس سابقاً)، هي سوق للأوراق المالية اندمجت مع كلاً من بورصات أمستردام ولشبونة وبروكسل في سبتمبر 2000 لتشكيل بورصة يورونكست إن في. اعتبارًا من عام 2022، بلغ إجمالي القيمة السوقية للشركات المدرجة فيها والبالغ عددها 795 شركة أكثر من 4.58 تريليون دولار أمريكي. يورونكست باريس، الفرع الفرنسي ليورونكست هو أكبر سوق للأوراق المالية في أوروبا اعتبارًا من نوفمبر 2022، عندما تفوقت على بورصة لندن (LSE) لأول مرة منذ عام 2003. ويذكر بأن مقرها سابقًا كان في قصر برونجنيارت في باريس.

## أنظر أيضاً
- كاك 40

## وصلات خارجية
- الموقع الرسمي